# Rolf Andersson (Fußballspieler, 1942)
Rolf Christer „Kocken“ Andersson (* 21. Dezember 1942 in Oskarshamn; † 3. Januar 2023) war ein schwedischer Fußballspieler. Der Stürmer bestritt acht Länderspiele für die schwedische Nationalmannschaft.

## Werdegang
Andersson spielte zunächst zu Beginn der 1960er Jahre für den seinerzeitigen Zweitligisten Östers IF. Nach 22 Saisontoren in der Spielzeit 1963, die ihn zum Torschützenkönig seiner Staffel machten, zog er innerhalb der zweiten Liga zu IFK Stockholm weiter. Hier gewann er unter Trainer Sven Axbom 1964 mit 24 und 1966 mit 26 Saisontoren jeweils erneut den Titel des Torschützenkönigs, 1965 war er verletzungsbedingt längere Zeit ausgefallen. Nach 61 Toren in dreieinhalb Jahren für den Klub wechselte er im Sommer 1967 zum Erstligaaufsteiger Hammarby IF in die Allsvenskan. Dort erzielte er bis zum Saisonende in 14 Meisterschaftsspielen sieben Tore, dennoch stieg der Klub zum Saisonende in die Zweitklassigkeit ab. Dort glänzte er an der Seite von Tom Turesson weiterhin als regelmäßiger Torschütze, so dass er im Mai 1968 von Auswahltrainer Orvar Bergmark in die Nationalelf berufen wurde. Bei der 1:3-Niederlage gegen England zeichnete er sich als Einwechselspieler für den Ehrentreffer verantwortlich. Bis zum Saisonende erzielte er in 22 Ligaspielen 32 Saisontore, dennoch reichte es als Staffelzweiter hinter IK Sirius nicht zum Wiederaufstieg. Nach sieben Toren in den elf Ligaspielen bis zum Sommer 1969 verließ er den Klub und wechselte zurück in die Allsvenskan.
Fortan ging Andersson für Jönköpings Södra IF auf Torejagd. Auch hier war er am Saisonende bester vereinsinterner Torschütze, seine fünf Tore reichten jedoch auch hier nicht zum Klassenerhalt. Während er dem Klub in der zweiten Liga treu blieb, war seine Nationalmannschaftskarriere beendet und er verpasste die Teilnahme an der Weltmeisterschaftsendrunde 1970. Mit dem Klub spielte er in den folgenden Jahren mehrfach um den Wiederaufstieg, 1970, 1971, 1973 und 1975 krönte er sich dabei jeweils zum Torschützenkönig. Nach sechs Spielzeiten verlängerte dennoch der Klub seinen Vertrag nicht mehr, so dass er sich IF Hallby anschloss. Später kehrte er zu Jönköpings Södra IF zurück, konnte aber nicht mehr an die Erfolge anknüpfen und ließ seine Karriere unterklassig beim Bankeryds SK ausklingen. 
Erste Trainererfahrungen sammelte Andersson als Spielertrainer bei Husqvarna IF, wo er 1983 seine aktive Laufbahn beendete. Später betreute er noch Järhaga SK, Nybro SK, Högsby IF und  Byxelkrok AIK. 